# Le memorie di un pazzo (film)
Le memorie di un pazzo è un film muto italiano del 1917 diretto da Giuseppe De Liguoro.